# Верх-Тюш
Верх-Тюш — деревня в Октябрьском районе Пермского края, центр Верх-Тюшевского сельского поселения. Расположена на реке Тюш, правом притоке реки Ирень.
Население — 265 человек(2022 год).

## История
Поселение возникло при слиянии деревни Верх-Тюш I и деревни Верх-Тюш II (обе известны с XIX века), населённых татарами, марийцами и русскими.
В ноябре 1929 года в деревне Верх-Тюш I возник колхоз «Интернационал», позднее (до 1959 года) здесь находилась сельхозартель им. Молотова (с 9 июля 1957 года — «Авангард»). В октябре 1987 года колхоз «Авангард» был восстановлен.
Верх-Тюш некоторое время являлся центром Мосинского сельского совета. В 2005 году образовалось Верх-Тюшевское сельское поселение путём объединения сельских советов: Мосинского, Алтынновского и Верх-Тюшевского. Центром вновь образованного сельского поселения является деревня Верх-Тюш.

## Экономика
- Сельскохозяйственное предприятие — колхоз «Авангард».
- Отделение почтовой связи.

## Здравоохранение
- Фельдшерско-акушерский пункт в д. Верх-Тюш, с. Мосино, с. Алтынное

## Образование и культура
Учреждения образования представлены основной общеобразовательной школой и детским садом. Кроме того, в деревне есть Дом культуры и библиотека. 